# Andrei Aleksandrov
Andrei Aleksandrov (* 29. April 1990 in Narva, Estnische SSR) ist ein estnischer Eishockeyspieler, der seit 2012 erneut beim Narva PSK in der Meistriliiga unter Vertrag steht.

## Karriere

### Club
Andrei Aleksandrov begann seine Karriere als Eishockeyspieler in seiner estnischen Heimat beim Rekordmeister Narva PSK. 2010 wechselte er zu Tartu Kalev-Välk. Mit dem Klub aus der traditionsreichen Universitätsstadt konnte 2011 und 2012 den estnischen Meistertitel erringen. Kurz nach Beginn der Spielzeit 2012/13 kehrte er in seine Heimatstadt zurück, wo er seither wieder für den dortigen PSK auf dem Eis steht, mit dem er 2016 seinen dritten estnischen Meistertitel gewann.

### International
Für Estland nahm Aleksandrov im Juniorenbereich an der Division II der U18-Weltmeisterschaften 2007 und 2008 sowie der Division II der U20-Weltmeisterschaft 2010 teil.
Für die Herren-Nationalmannschaft debütierte Aleksandrov bei der Olympiaqualifikation für die Winterspiele 2010 in Vancouver. Zudem spielte er bei den Weltmeisterschaften der Division I 2011 und nach dem Abstieg in der Division II 2012, als den Esten der sofortige Wiederaufstieg gelang.

## Erfolge und Auszeichnungen
- 2011 Estnischer Meister mit Tartu Kalev-Välk
- 2012 Estnischer Meister mit Tartu Kalev-Välk
- 2012 Aufstieg in die Division I, Gruppe B bei der Weltmeisterschaft der Division II, Gruppe A
- 2016 Estnischer Meister mit dem Narva PSK